# Урош Рачић
Урош Рачић (Краљево, 17. март 1998) српски је фудбалер. Игра на средини терена, а тренутно наступа за Вест Бромич албион, на позајмици из Сасуола.

## Клупска каријера

### Почеци
Као рођени Краљевчанин, Рачић је на свом почетку бављења фудбалом наступао у локалним академијама „Бамби” и „Књаз”, заједно са братом близанцем Богданом. Касније су се заједно преселили у Земун, а након три године наступања у тамошњој „Алтини”, вратили су се у родни град и приступили Слоги. Близанци су, након тога, били чланови чачанске Слободе, а затим и ОФК Београда. Рачићи су на Карабурми провели две године, док је Урош током сезоне 2015/16. прикључен првом тиму, за такмичење у Суперлиги Србије. Након победе младог тима над екипом Црвене звезде резултатом 4-1, у којој је Рачић постигао један од голова, дневни листови Спорт и Спортски журнал, означили су га једним од кључних играча утакмице, доделивши му оцену 8. Убрзо након тога, 13. марта 2016. године, Рачићи су прешли у редове Црвене звезде. Урош је тада потписао трогодишњи професионални уговор са новим клубом.

### Црвена звезда
Рачић је првом тиму Црвене звезде прикључен непуна два месеца по потпису уговора са клубом, а пред утакмицу против Војводине, у оквиру 35. кола Суперлиге Србије за сезону 2015/16. Сусрет одигран 7. маја 2016. провео је на клупи за резервне играче, али је прилику да дебитује добио у пријатељској утакмици против екипе Олимпијакоса следећег дана. Наредне седмице, 14. маја, Рачић је уписао и деби на званичном сусрету, ушавши у игру уместо Александра Катаија у 80. минуту утакмице против Радника из Сурдулице.

### Иностранство
Дана 13. јуна 2018. године потписао је четворогодишњи уговор са Валенсијом. Звезда је од овог трансфера приходовала 2,2 милиона евра. За прву екипу Валенсије дебитовао је 4. децембра 2018, када се нашао у стартној постави на утакмици Купа Шпаније, против екипе Еброа. На терену је провео 68 минута, након чега га је заменио Дани Парехо.
У јануару 2019. прослеђен је на позајмицу до краја сезоне у шпанског друголигаша Тенерифе. За сезону 2019/20. позајмљен је португалском прволигашу Фамаликау. У сезонама 2020/21. и 2021/22. био је првотимац Валенсије и забележио је 59 наступа у шпанској Ла лиги. За такмичарску 2022/23. прослеђен је на позајмицу у португалску Брагу.
У августу 2023. потписао је четворогодишњи уговор са италијанским Сасуолом. Годину дана касније прослеђен је на позајмицу у енглеског друголигаша Вест Бромич албион.

## Репрезентација
За сениорску репрезентацију Србије дебитовао је 24. марта 2021. на утакмици са Републиком Ирском у квалификацијама за Светско првенство 2022. Био је учесник Светског првенства 2022. у Катару али је све три утакмице које је Србија одиграла гледао са клупе за резервне играче.

## Трофеји

### Црвена звезда
- Суперлига Србије (2) : 2015/16, 2017/18.

### Валенсија
- Куп Шпаније (1) : 2018/19.